# Daïra de Guemar
La daïra de Guemar est une daïra d'Algérie située dans la wilaya d'El Oued et dont le chef-lieu est la ville éponyme de Guemar.

## Localisation
La daïra est située au nord-ouest de la wilaya d'El Oued.

## Communes de la daïra
La daïra est composée de trois communes : Guemar, Ourmas et Taghzout